# Putrescin
Putrescin, nebo butan-1,4-diamin, je alifatický (acyklický) diamin. Jeho vzorec je NH2(CH2)4NH2. Vzniká dekarboxylací aminokyseliny ornitinu. Vzniká také při hnití masa, jeho toxické účinky jsou téměř stejné jako u amoniaku, někdy se proto označuje společně s dalšími aminy jako mrtvolné jedy.